# Top Gear Australia
Pour les articles homonymes, voir Top Gear.
Top Gear Australia est une émission de télévision automobile basée sur l'émission de la BBC Top Gear.
L'émission est diffusée pour la première fois sur SBS One le 29 septembre 2008. La première saison est composée de 8 épisodes. Une deuxième saison est diffusée le 11 mai 2009. Après l'acquisition des droits de diffusion de la version anglaise en 2009, le Nine Network commence à diffuser sa propre version de Top Gear Australia en septembre 2010.
L'émission s'arrête en 2012 après 4 saisons, avant une reprise en 2024.
Top Gear Australia est aussi le nom de la version sous licence du magazine britannique Top Gear.

## Présentateurs
Avant que SBS ne commence à filmer, 4 000 candidatures ont été déposées pour les auditions organisées pour trouver les présentateurs. Les présentateurs originaux pour Top Gear Australia étaient le dessinateur et chroniqueur Warren Brown, le commentateur MotoGP Charlie Cox, et le conducteur automobile Steve Pizzati.
Le marketing a déclaré avant le premier épisode que les présentateurs seraient rejoints par « le cousin australien » du Stig, mais lors du premier épisode le conducteur fut présenté sous le simple nom du « Stig ». Steve Pizzati suggéra que le Stig devait avoir un nom australien tel que « Stiggo », mais les autres présentateurs refusèrent. L'épisode d'ouverture de la saison deux clarifia que le Stig de Top Gear Australia n'essaya pas d'être le même Stig qu'au Royaume-Uni.
Le 19 décembre 2008, Charlie Cox annonça qu'il allait quitter le programme car il sentait qu'il était incapable de consacrer suffisamment de son temps à l'émission. La SBS a par la suite annoncé que le trompettiste James Morrison allait le remplacer, rejoignant Warren et Steve pour la saison deux. Morrison était auparavant apparu comme invité lors de l'épisode six.
Pour la saison 3, l'acteur et comédien Shane Jacobson et l'éditeur du magazine Top Gear Australia Ewen Page rejoignent Steve Pizzati pour présenter l'émission pour Nine Network, diffusée à partir du 28 septembre 2010 avec un épisode spécial de 90 minutes,.
En octobre 2023, l'émission est relancée par une série de 8 épisodes pour Paramount+ avec de nouveau présentateurs : Beau Ryan (en), Jonathan LaPaglia and Blair Joscelyne, produite par BBC Studios Australia,, avec la diffusion de la saison 5 à partir du 17 mai 2024.

## Production
En reprenant le principe de l'émission du Royaume-Uni, les segments se déroulant en studio ont été enregistrés dans l'aéroport Bankstown à Sydney. Une copie exacte du studio britannique de Dunsfold a été construite dans un hangar. Les segments « chrono » et « Star in a Bog Standard Car » sont enregistrés dans l'aérodrome de Camden.
Top Gear Australia utilise le même thème musicale que la saison britannique, une version de Jessica de The Allman Brothers Band.

## Composition de l'émission
Top Gear Australia possède des segments similaires à la version originale de la BBC dont les challenges et les tests automobiles. Une des différences significatives est que la vitesse et la puissance sont évaluées en unité métrique et les prix sont donnés en dollars australiens.

Piste d'essai de Top Gear Australia.

### Le «chrono»
L'aérodrome de Camden est utilisé pour le chronométrage des voitures. La piste compte neuf virages et se parcours dans un sens anti-horaire.

#### Classement
1. 1:06.92 - Porsche 997 GT2
2. 1:07.06 - Nissan GT-R
3. 1:07.69 - Lamborghini Murcielago LP640
4. 1:08.80 - Ford GT RHD001 (850 hp)
5. 1:08:88 - Lotus 2-Eleven
6. 1:09.46 - Nissan GT-R (vitesse limitée à 180 km/h)[N 2]
7. 1:10.44 - Mercedes-Benz CLK 63 AMG Black Series
8. 1:10:97 - Elfin T5
9. 1:11:18 - Audi RS6 Avant
10. 1:11.69 - Porsche 997 Carrera S PDK
11. 1:11.82 - Maserati GranTurismo S
12. 1:11.87 - Audi R8 (piste mouillée)
13. 1:12.00 - Walkinshaw Performance HSV Clubsport (avec des roues de 20")[13]
14. 1:12.28 - Lotus Elise
15. 1:12.56 - HSV W427
16. 1:12:88 - Elfin MS8 Streamliner
17. 1:13.40 - BMW M3
18. 1:13.53 - HSV Clubsport R8 (6.2L) wagon (manuel)[14]
19. 1:13.60 - HSV Clubsport R8 (6.2L) (automatique)
20. 1:13.63 - Nissan 370Z
21. 1:13.72 - Mercedes-Benz CLS 63 AMG
22. 1:14.08 - Mercedes-Benz SL 63 AMG
23. 1:14.22 - Jaguar XF SV8 4.2 S/C
24. 1:14.28 - Mitsubishi Lancer Evolution X
25. 1:14.90 - BMW 135i Coupé
26. 1:15.19 - Walkinshaw Performance HSV Clubsport (avec des roues de 22")
27. 1:15.31 - BMW X6 xDrive50i
28. 1:20.41 - Ford Falcon XT
29. 1:22.06 - Holden Commodore Omega
30. 1:22.53 - Ford Falcon GTHO Phase III[N 3]
31. 1:44.66 - Hummer Stretch
32. 2:31.46 - Ford T[N 4]

### «Star in a Bog Standard Car»
Le segment « Star dans une voiture petit budget » britannique, « Star in a Reasonably-Priced Car », est copié par le Top Gear australien mais est présentée sous le nom de « Star in a Bog Standard Car ». Son déroulement est identique. La voiture utilisée est une Proton Satria Neo.

#### Classement des célébrités
1. 1:26.31 - Gyton Grantley
2. 1:26.46 - James Morrison[N 5]
3. 1:26.69 - Brendan Jones
4. 1:26.75 - Steve Bisley
5. 1:27.13 - Ian Moss
6. 1:27.44 - Shannon Noll (piste mouillée)
7. 1:27:63 - Gary Sweet
8. 1:28:69 - Leisel Jones
9. 1:31.10 - Jack Thompson
10. 1:31.22 - Claudia Karvan
11. 1:31.75 - Amanda Keller (first time driving a manual car)
12. 1:34.19 - Vince Colosimo
13. 1:37.10 - Anh Do (first time driving a manual car)
14. 1:37.41 - Julia Zemiro (first time driving a manual car)
15. 1:38.56 - H.G. Nelson

#### Classement des pilotes automobiles
1. 1:22.47 - Mark Skaife
2. 1:23.53 - James Courtney
3. 1:23.60 - Greg Murphy

### «What Were They Thinking?»
Dans ce segment, en français « à quoi pensaient-ils ? », les présentateurs discutent des idées « stupides » de l'histoire automobile et mettent leurs images sur un tableau. Le tableau a par la suite été détruit dans le premier épisode de la seconde saison quand la Mini Moke à cage anti-requin (cf. l'épisode 1 de la saison 1) est tombé dessus.

### Vieilles publicités automobiles
Chaque épisode de Top Gear Australia présente, depuis la saison 2, une ancienne publicité automobile.

### Cascades
Reprenant son équivalent de la BBC, l'émission inclut des segments où les présentateurs tentent diverses cascades dont certaines peuvent contrarier les membres du public. En octobre 2008, il a été annoncé que Pizzati et Brown ont causé un embouteillage à Toorak (Victoria) quand ils ont conduit un tracteur dans la banlieue de Melbourne – une référence à l'expression « Toorak Tractor », un mot de slang australien pour les 4x4 de luxe (SUV). Cette cascade figure dans l'épisode 5 de la saison 1.

## Réception
Michael Idato du Sydney Morning Herald décrivit le premier épisode comme « instable sur certains points » et à « améliorer pour son propre bien » notant « un manque de détail, vraisemblablement afin d'éloigner les passionnés d'automobile éloignés ». Stuart Martin, écrivain automobile du journal d'Adélaïde The Advertiser, déclara qu'une franchise « devait toujours travailler pour rester en accord avec l'original britannique » mais nota que Top Gear n'a pas été un succès dès le départ et pressa les téléspectateurs locaux à « donner aux gens du pays une chance de trouver leur place ». Rétrospectivement, Philip King déclara que la saison 1 « reçut un accueil moyen et ne pouvait se rapprocher de l'audience de l'original ».
Le premier épisode eu une audience de 933 000 téléspectateur, le plus haut indice d'écoute de la SBS pour un programme télévisée produit localement. Top Gear Australia devint la troisième émission la plus vue de sa tranche horaire passant devant un épisode éliminatoire d’Australian Idol. Ce chiffre était alors légèrement supérieur aux autres débuts de saisons du Top Gear britannique sur SBS. Cependant, les épisodes suivant n'ont pu atteindre ce chiffre, et la première saison eu un indice d'écoute moyen de 650 000 téléspectateurs par épisode. En comparaison, les trois premières saisons des épisodes de Top Gear UK, à la même tranche horaire, avait une moyenne de 903 000 téléspectateurs. Durant cette période, Top Gear Australia resta pourtant le programme à la plus forte audience de la SBS.
Pour la seconde saison, SBS tenta de prendre en compte les critiques évoquées contre la première saison. La saison deux de l'émission débuta avec 689 000 téléspectateurs, avec une moyenne de 576 500 téléspectateurs en moyenne par épisode par rapport à l'audience plus élevée de MasterChef Australia. Les indices d'écoute ont chuté au long de la saison deux, menant à des spéculations selon lesquelles SBS ne reconduirait pas l'émission pour une troisième saison.
La troisième saison a débuté le 28 septembre 2010 sur Nine Network, avec 1 538 000 téléspectateurs. L'épisode spécial de 90 minutes The Ashes, dans lesquels figurent les présentateurs du Top Gear britannique contre les présentateurs australiens dans une série de challenges, a aussi fait le plus haut indice d'écoute de sa tranche horaire face aux autres programmes,.
Jeremy Clarkson commenta à propos de la version australienne que : « nous l'aimons, bien que votre drôle d'accent vous rend difficile à comprendre »,.

## Épisodes

### Saison 1
| # saison | # épisode | Titre               | Revue                                              | Challenge                                                                          | Invité                        | Diffusion originale |
| -------- | --------- | ------------------- | -------------------------------------------------- | ---------------------------------------------------------------------------------- | ----------------------------- | ------------------- |
| 1        | 1         | Saison 1, épisode 1 | Lamborghini Gallardo LP560-4 Porsche 997 Carrera S | Semi tout-terrain Cage anti-requin                                                 | Vince Colosimo                | 29 septembre 2008   |
| 1        | 2         | Saison 1, épisode 2 | Holden contre Ford Ford GT RHD                     | Pick-up au Super Pit Smart corbillard                                              | Steve Bisley                  | 6 octobre 2008      |
| 1        | 3         | Saison 1, épisode 3 | Mercedes-Benz CLK 63 AMG Black Series BMW X6       | tas de ferrailles à 500 dollars                                                    | Julia Zemiro                  | 13 octobre 2008     |
| 1        | 4         | Saison 1, épisode 4 | HSV W427                                           | GPS contre traqueur aborigène du bush Holden Astra Lawn Bowls                      | Jack Thompson                 | 20 octobre 2008     |
| 1        | 5         | Saison 1, épisode 5 | Audi R8 BMW 135i                                   | Challenge voiture dans un yacht Toorak Tractor                                     | Shannon Noll                  | 27 octobre 2008     |
| 1        | 6         | Saison 1, épisode 6 | Mercedes-Benz SL 63 AMG                            | Odyssée dans l'outback                                                             | James Morrison                | 3 novembre 2008     |
| 1        | 7         | Saison 1, épisode 7 | Nissan GT-R                                        | Subaru Impreza WRX STi contre Eurocopter EC665 Tigre Pétrole contre diésel         | Greg Murphy et James Courtney | 10 novembre 2008    |
| 1        | 8         | Saison 1, épisode 8 | Holden contre Ford 2e round Jaguar XF              | Aston Martin DB9 contre Lamborghini Gallardo Superleggera contre Porsche 997 Turbo | Claudia Karvan                | 17 novembre 2008    |

### Saison 2
| # saison | # épisode | Titre               | Revue                                                                    | Challenge | Invité                         | Diffusion originale |
| -------- | --------- | ------------------- | ------------------------------------------------------------------------ | --- | ------------------------------ | ------------------- |
| 2        | 1         | Saison 2, épisode 1 | Mitsubishi Lancer Evolution X                                            | Course de Federation Square à Portsea Murcielago LP640 contre WaveRunner                                                                                             | Mark Skaife                    | 11 mai 2009         |
| 2        | 2         | Saison 2, épisode 2 | HSV Clubsport (Surcomprimé)                                              | Voitures électriques faite maison - MightyBoy contre Kingswood | Ian Moss                       | 18 mai 2009         |
| 2        | 3         | Saison 2, épisode 3 | Maserati GranTurismo S                                                   | Transformation en pick-up - Prelude contre Tarago | Anh Do                         | 25 mai 2009         |
| 2        | 4         | Saison 2, épisode 4 | Audi RS6 vs. HSV Clubsport R8 Sportwagon Kia Soul                        | Steve apprend au père de James comment on exécute un drift Ultimate Drifting - Ice Cream Van, Stretch Limo, Truck                                                    | Liesel Jones                   | 1er juin 2009       |
| 2        | 5         | Saison 2, épisode 5 | Elfin T5 contre Elfin MS8 Streamliner                                    | Limousines blindées - Combi Van contre Statesman Series II (en) contre Mini Clubman                                                                                  | H.G. Nelson                    | 8 juin 2009         |
| 2        | 6         | Saison 2, épisode 6 | Pontiac G8 GXP Nissan 370Z                                               | Tondeuses - Ferris IS 5100Z contre Toyota Hilux Steve défit James de jouer une mélodie en utilisant que des pièces automobiles (et un emboue de trompette dissimulé) | Brendan Jones et Amanda Keller | 15 juin 2009        |
| 2        | 7         | Saison 2, épisode 7 | Toyota FJ40 Landcruiser contre Nissan Patrol Les voitures les plus sexy  | Smart car etd Fiat 500 sur la piste Oodnadatta | Gary Sweet                     | 22 juin 2009        |
| 2        | 8         | Saison 2, épisode 8 | Ford Falcon GTHO Phase III, Lexus LS 600h L contre Mercedes-Benz S-Class | Porsche Cayenne Diesel | Gyton Grantley                 | 29 juin 2009        |

### Saison 3
| # saison | # épisode | Titre                                                         | Revue                      | Challenge                                                                   | Invité                                    | Diffusion originale |
| -------- | --------- | ------------------------------------------------------------- | -------------------------- | --------------------------------------------------------------------------- | ----------------------------------------- | ------------------- |
| 3        | 0         | Saison 2, épisode spécial : Top Gear Australia: Ashes Special | Aucune                     | Top Gear Australia: Ashes Special                                           | Jeremy Clarkson Richard Hammond James May | 28 septembre 2010   |
| 3        | 1         | Saison 2, épisode 1                                           | Supercar britannique       | Accrochage de caravanes à des véhicules à transmission intégrale bon marché | Lisa McCune, Shane Warne                  | 19 octobre 2010     |
| 3        | 2         | Saison 2, épisode 2                                           | Coupe de pizza Lamborghini | La nouvelle Lamborghini. Alar                                               | Lisa McCune, Shane Warne                  | 25 octobre 2010     |

## Magazine
Une version australienne du magazine Top Gear, appelé Top Gear Australia (publié par Park Publishing, un partenariat entre ACP Magazines et la BBC) a été lancé en juin 2008 et présente un amalgame des articles australiens originaux avec du contenu des versions britanniques et internationales.